# Kastell Miltenberg-Ost

Die Lage des Kastells am nördlichen Scheitelpunkt des Vorderen Limes

Das Kastell Miltenberg-Ost, das auch als Kastell Bürgstadt bekannt wurde, war ein römisches Militärlager des Prinzipats, dessen Besatzung, ein Numerus, für Sicherungs- und Überwachungsaufgaben am nördlichen Beginn des „Vorderen Limes“, einem Abschnitt des UNESCO-Weltkulturerbes „Obergermanisch-Raetischer Limes“ übernahm. Die in der Römischen Provinz Germania superior gelegene Fortifikation schloss zudem die Kastellkette des Mainlimes im Süden ab. Die von der Reichs-Limeskommission (RLK) im frühen 20. Jahrhundert im unterfränkischen Miltenberg noch fast vollständig auf freiem Feld gelegenen Überreste wurden später durch Neubauten vollständig zerstört. In unmittelbarer Nähe befindet sich heute die Staatliche Berufsschule Miltenberg-Obernburg.

## Lage
Das Gelände des Kastells befindet sich an der Gemarkungsgrenze zu Bürgstadt zwischen der Gartenstraße und der Bürgstädter Straße. Oberirdisch ist nichts mehr erhalten. Das Gelände ist vollständig mit Privathäusern überbaut. Das Kastell Miltenberg-Ost bildet den Schlusspunkt des Mainlimes. Dahinter verlässt der Limes die Mainlinie und biegt nach Süden Richtung Walldürn ab (Strecke 7). Den Abgang der Limesstrecke vom Main hatte der Architekt Oskar Winterhelt (1873–1958) bereits im Jahr 1911 mit der Entdeckung von Wachturm 6 der Strecke 7 lokalisiert.
130 Meter nordwestlich der Nordwestumwehrung des Kastells verläuft der Main.

## Forschungsgeschichte
Wissenschaftler und Heimatforscher versuchten lange Zeit, den letzten militärischen Standort des Mainlimes den dortigen caput limitis auszumachen, und vermuteten die Anlage in jenem Bereich um Miltenberg, dessen Flur bereits Mitte des 17. Jahrhunderts als Im Bürglin genannt wird. Doch erst im Jahre 1912 wurde mit dem Kastell Miltenberg-Ost diese Wissenslücke gefüllt. Damals kamen beim Ausheben der Fundamentgrube für das neue Wohnhaus eines Studiendirektors nordöstlich von Miltenberg Baureste zu Tage, die durch Winterhelt entdeckt wurden. Winterhelt, dessen Untersuchungen im Limeswerk der Reichs-Limeskommission (RLK) veröffentlicht wurden, nahm daraufhin von 1912 bis 1913 erste Ausgrabungen vor. Die von ihm erzielten Ergebnisse bilden im Wesentlichen die Basis aller weiteren Forschungen auf dem Terrain. Eine Überprüfbarkeit vieler Details ist aufgrund der nachfolgenden, zumeist totalen Zerstörung des Kastells durch den Bau von Privathäusern nicht mehr möglich. Weitere Untersuchungen im Kastellinneren waren 1979 und in den Folgejahren mit Hilfe des Bayerischen Landesamts für Denkmalpflege (BLfD) möglich. Sondagen im Überschwemmungsbereich vor der Westfront des Kastells, die das BLfD 1984 und 1998 vornahm, brachten keine Befunde. Im Jahr 1998 war es möglich, Randbereiche des Kastellvicus mit Töpferöfen zu untersuchen.
Im Jahr 1998 ergab sich die seltene Möglichkeit einer flächigen Grabung auf dem Kastellareal, die der Provinzialrömische Archäologe Marcus Jae im Auftrag des BLfD vornehmen konnte. Die Untersuchungen erfassten rund ein Sechstel der Innenfläche im Bereich der Osthälfte einschließlich der Porta principalis dextra. Da die heute teilweise kleinräumig bebauten Flächen, auf denen sich die römische Besiedlung befindet, privat verkauft wurden, ist ein Zugang nicht mehr möglich.
Oberirdisch ist von den antiken Bauten nichts mehr erhalten. Auch die Topographie des Kastells lässt sich heute nicht mehr nachvollziehen, da die Stadtplaner im Zuge der Überbauung keine der damals bekannten Grenzen und Straßenverläufe des Kastells in ihre Konzeptionen übernommen haben.

## Baugeschichte
Mit der nach Osten geschobenen Vorverlegung des Grenzverlaufs auf den Vorderen Limes während der Regierungszeit des Kaisers Antoninus Pius (138–161) und der archäologisch gesicherten Datierung um 159/160 n. Chr. entstand auch das Kastell Miltenberg-Ost. Der von langer Hand geplante Garnisonswechsel in die neuen Kastelle war eine organisatorische Meisterleistung, da hiervon letztendlich alle Militärstandorte entlang des Neckar-Odenwald-Limes betroffen waren. Die besondere strategische Bedeutung, welche die Römer diesem Grenzbereich beimaßen, betont die gleichzeitige Anlage von zwei Kastellen in unmittelbarer Nähe und am selben Mainufer. Das Miltenberg-Ost ist mit seinem Pendant, dem westlicher gelegenen Kastell Miltenberg-Altstadt, der südlichste Militärstandort am sogenannten „Nassen Limes“, und zugleich das nördlichste Kastell des „Vorderen Limes“. Am Altstadtkastell begann zudem die Militär- und Handelsstraße aus dem Maintal zum Rhein und zum Neckar.

### Periode 1
Mit der Gründung um 159/160 n. Chr. entstand zunächst ein Lager in Holz-Erde-Bauweise. Damit wurde Miltenberg-Ost etwa zeitgleich mit dem Kastell Miltenberg-Altstadt gegründet, das nur rund 2300 Meter nordwestlich lag.

### Periode 2
Das anschließend errichtete Steinkastell war in seinem nicht ganz rechteckigen Grundriss etwas unsymmetrisch und besaß abgerundete Ecken. Die Fortifikation wurde mit den Maßen 86,37/85,90 × 70,88/73,83 Meter (= 0,63 Hektar) eingemessen.

#### Bauinschrift
Bei Aushubarbeiten für einen Neubau konnte 1979 im oberen Bereich des Spitzgrabens vor der Porta decumana, dem rückwärtigen Tor des Kastells, die auf einer fragmentierten Tabula ansata gesetzte Bauinschrift aus sorgfältig gearbeiteten Buchstaben geborgen werden. Das Werkstück aus rotem Sandstein zeigte kaum Verwitterungsspuren:
[Imperatores C]aesares

[L(ucius) Septimius Se]verus Au[g(ustus)]

[et M(arcus) Aurelius An]ton[inus]

[Pius Aug(ustus) …]s faci[…]

[…]EP[…]
Übersetzung: „Den Imperatoren und Caesaren Lucius Septimius Severus Augustus und Marcus Aurelius Antoninus Pius Augustus …“
Die Inschrift bezeugt, dass das Steinkastell während der Regentschaft des Kaisers Septimius Severus (193–211) erbaut wurde. Genannt wird auch dessen Sohn und Nachfolger Caracalla. Die noch vorhandenen Angaben lassen es zu, den Text in die Jahre von 198 bis 209 n. Chr. zu datieren, als die beiden gemeinsam regierten.

#### Umwehrung, Kastellinneres

Die erhaltenen untersten Lagen des aufgehenden Mauerwerks an der Außenmauer des Nordwesttores mit dem vorspringenden Sockelbereich (1912)

Winterhelt konnte feststellen, dass die Umfassungsmauer größtenteils erhalten geblieben war und stellenweise noch fünf Steinlagen hoch über den schräg vorspringenden Sockelbereich aufragte. Ohne diesen sieben Zentimeter hervorragenden Sockel besaß das aufgehende Mauerwerk eine Breite von 1,60 Metern. Das sehr sauber gesetzte Schalenmauerwerk besaß eine Hinterfüllung aus starkvermörtelten Bruchsteinen. Bereits der bayerische Konservator Georg Hock (1875–1936) teilte nach Besichtigung der freigelegten 70 Meter langen Nordwestfront dem Provinzialrömischen Archäologen Walter Barthel (1880–1915) mit:
„Das Mauerwerk mit seinen sauber gerichteten und wohl gefugten Verblendsteinen, mit seinen Sockel- und Gesimsprofilen entspricht ganz der sorgfältigen Technik der nahen Brittonenbauten am Odenwaldlimes.“
Die Sandsteinquader der Mauerschalen waren zwischen 0,25 und 0,70 Meter lang und 0,15 Meter hoch. Die Fugen waren mit einem guten Kalkmörtel breit verstrichen und mit einem roten Fugenstrich hervorgehoben. Die der Wehrmauer vorgelagerte Berme wurde mit 1,40 Metern eingemessen, der anschließende einfache Spitzgraben war im oberen Bereich noch fünf Meter breit und 1,50–1,70 Meter tief. Die enge Sohle reichte bei den Ausgrabungen bis zu einer Sandschicht, die im Grundwasserbereich lag.
Das Innere der Anlage war durch vier einspurige Tore zu betreten, von denen drei je zwei flankierende, rechteckige Tortürme besaßen. Die Porta praetoria, das nordwestlich gelegene Haupttor des Kastells, war zum Main hin orientiert und wurde von Winterhelt vollständig ergraben. Die Türme der 4,14 Meter breiten Tordurchfahrt waren an die Innenseite der Umfassungsmauer angebaut und sprangen nach außen hin leicht risalitartig hervor. An der Nordecke des linken Torturms war ein Steinblock erhalten geblieben, der zur Aufnahme eines Torflügels diente. Das rückwärtige Südosttor, die Porta decumana, bestand lediglich aus zwei ins Lagerinnere springende, 0,70 Meter breite Zungenmauern. Insgesamt hatte das Tor eine Breite von 3,23 Metern und eine lichte Tiefe von 3,65 Metern. Vom Südwesttor, der Porta principalis dextra legte Winterhelt lediglich die der Zufahrt zugewandte nördliche Innenflanke des Südturmes frei. Dort waren noch drei Lagen Mauerwerk über dem vorspringenden Sockelbereich erhalten. Etwas abgerutscht in den Graben fand sich auch einer der Torangelsteine. An der Porta principalis sinistra, dem Nordosttor von Miltenberg-Ost hatten sich noch ein bis zwei Lagen des Aufgehenden über dem Sockel erhalten. Die leicht aus dem Wehrmauerverband hervorspringenden Türme maßen 4,71 Meter an der Nordseite und 4,40 Meter an der Südseite. Der Torweg war 3,04 Meter breit und bot den Ausgräbern noch Reste des einstigen Pflasters. Im Kastellinneren sind Baureste nachgewiesen worden, die vermutlich vom Stabsgebäude (Principia) stammen.

#### Untergang
Die Ausgrabungsergebnisse von 1912 bis 1913 lassen in Verbindung mit den Grabungen von 1998 erkennen, dass das Kastellareal nach erheblichen Brandzerstörungen und einer Verringerung der Besatzungsstärke völlig neu strukturiert wurde. Für die Datierung des Untergangs der Kastellanlage in der Periode 1 war eine Grube wichtig, die der Neubau einer Badeanlage (siehe unten) im Inneren der Befestigung randlich schnitt. Neben einer massiven Brandschuttverfüllung fanden sich zahlreiche verbrannte Gefäße, darunter Sigillaten und Terra Nigra, die eine ungefähre Datierung möglich machten. So scheint es möglich, das Miltenberg-Ost schon während des ersten großen Alamanneneinfalls von 233/235, als der Obergermanisch-Rätische Limes auf breiter Front überrannt wurde, zerstört wurde.

### Periode 3

#### Reduktionskastell
Wie die Forschungen von Marcus Jae ergaben, wurde Miltenberg-Ost während der Limesspätzeit wohl auf ein Reduktionskastell verkleinert. Der Archäologe wies die bis zu seinen Ausgrabungen 1998 umfangreichsten Umbauten in einem Kastell des obergermanischen Limes während des 2. Drittels des 3. Jahrhunderts nach. Es konnte an der Porta principalis dextra eine an die Innenseite der nördlichen Wange angelehnte Steinrollierung beobachtet werden, die über der Via principalis verlief. Mit dieser Quermauer wurde der Torweg zu einer Hälfte blockiert. Ähnliche bauliche Verengungen oder Zusetzungen der Zufahrten konnten an vielen Limeskastellen dieser Zeitstellung nachgewiesen werden. Die Massivität und durchschnittlich Breite von 1,70 Metern der eindeutig römerzeitlichen Rollierung aus trocken gesetzten Sandsteinbruchstücken und Lesesteinen lassen an eine Mauer fortifikatorischen Charakters denken, die einst darüber stand. Weitere Untersuchungen zu diesem Befund deuten darauf hin, dass das nördliche Kastellareal in einer späteren Nutzungsphase vom restlichen Kastell abgetrennt wurde. Konnten im westlichen Abschnitt eine durchgehende Rollierung nachgewiesen werden, wies der Ostteil Streifenfundamente auf, deren Bauflucht, das gleichartige Baumaterial sowie die stratigraphische Lage keinen Zweifel an der Zusammengehörigkeit dieser Teilkonstruktionen zuließen. Auf der nördlichen Innenseite des Reduktionskastells verliefen parallel zur Mauerflucht gesetzte Pfostenstellungen und fragmentarisch erhaltene schmale Trockenmauerfundamente, was auf einen Wehrgang oder kasemattenartige Anbauten schließen lassen könnte. Wie groß das neue Kleinkastell war, bleibt aufgrund der nur ausschnittsweise möglichen Ausgrabung durch Jae weiterhin offen. Wahrscheinlich hat das Kleinkastell Miltenberg-Ost, wie an anderen Kastellplätzen belegt, lediglich ein Viertel, in diesem Falle das nordöstliche Viertel der Praetentura, umfasst. Dies könnte bedeuten, dass das Reduktionskastell eine Abmessung von rund 34 × 35 Meter besaß. Es scheint so, als ob auch die Umwehrung des alten Numeruskastells weiterhin Bestand hatte. Darauf deutet neben der Verkleinerung des Torweges an der Porta principalis dextra auch die Zusetzung der Porta decumana mit einer Trockenmauer hin. Das Innere des Kastellareals konnte also nurmehr durch das Haupttor, die Porta praetoria, die Porta principalis dextra und allenfalls die lediglich in Teilen ergrabene Porta principalis sinistra betreten werden.

#### Jüngeres Kastellbad
Im südöstlichen Bereich der ehemaligen Retentura entstand intra muros über Balkengräbchen und dem planierten Schutt abgebrannter Holzbaracken der Neubau eines steinernen Badegebäudes. Als stratigraphisch jüngster Befund auf dem Kastellareal ist durch die Überschneidung mit einer datierbaren Grube der nachseverischen Zeit zuzuordnen. Ein ähnlicher Befund wurde am Kastell Abusina in Raetien beobachtet. Durch die verjüngte Zufahrt der Porta principalis dextra wurde jetzt der Abwasserkanal des Badegebäudes geführt. Dieser Kanal spülte gleichzeitig eine Latrine. Neben dem Kastellbad kann eine Weiternutzung des übrigen Kastellgeländes in Miltenberg-Ost auch anhand stratifizierbarer Feuerstellen und Gräben belegt werden.

## Truppe
Der Name der in Miltenberg-Ost stationierten Truppe, einer rund 120 Mann starken Aufklärungseinheit die als Numerus Exploratorum Seiopensium genannt wird und dem Kommandeur des Altstadtkastells unterstand, konnte durch mehrere Inschriften ermittelt werden. Eines dieser Dokumente stammt vom Merkurheiligtum, das zu den Tempelanlagen auf Greinberg gehört. Dort oben, auf dem rund 500 Meter hohen Bergrücken zwischen dem Numeruskastell Miltenberg-Ost und dem Kohortenkastell Miltenberg-Altstadt, errichteten die Römer innerhalb von prähistorischen Wallanlagen zwei nachweisbare Tempel. Gesichert ist seit 1845 ein großes und bedeutendes Heiligtum zur Verehrung des Mercurius Cimbrianus und des Mercurius Avernoricus (Avernus). Am nordwestlichen Steilhang befand sich ein 1881 entdeckter zweiter Tempel als einfacher Rechteckbau. Das bei den damaligen Grabungen entdeckte Inschriftenmaterial bezeugte ebenfalls Zuwendungen zu Merkur. Südlich des bedeutenderen Merkurtempels wurde 1878 der Archäologiepionier Wilhelm Conrady (1829–1903) zum Erstbeschreiber des dort entdeckten Toutonensteins. Die Nennung des Numerus aus dem großen Merkurheiligtum datiert in das Jahr 212 n. Chr. und lautet wie folgt:
In h(onorem) d(omus) d(ivinae)

Mercurio

Ci[mbri]ano

[…] |(centurio)

leg(ionis) p[raeposi]-

tus n(umeri) [expl(oratorum) Sei]-

open[s(ium) pos(uit)]

duobus [Aspris?]

co(n)[s(ulibus)]
Übersetzung: „Zur Ehre des göttlichen Kaiserhauses. Dem Mercurius Cimbrianus hat …, Zenturio der Legion, Kommandeur des Numerus Exploratorum Seiopensium, (diesen Weihestein) errichtet, als die beiden Asper (Gaius Iulius Asper und Gaius Iulius Camilius Asper) Konsulen waren (212 n. Chr.).“
Zu erwähnen ist auch eine 1865 bei Miltenberg aufgefundene und heute verschollene Weihinschrift, die den Einheitsnamen ebenfalls dokumentierte:
Gen[i]o

n[u]m(eri) [S]eio[pe]n(sium)

T(itus) Val(erius) Cara[n]t[i]n-

u[s] |(centurio) ex [v]o[t]o

sus[c]ept(o)

l(ibens) [p(osuit)]
Übersetzung: „Dem Genius des Numerus Seiopensium. Titus Valerius Carantinus, Zenturio, hat aufgrund eines geleisteten Gelübdes (diesen Weihestein) gerne aufgestellt.“
Neben dieser Inschrift dokumentieren mit CIL XIII, 12460 mindestens zwei Ziegelstempel die unmittelbare Verbindung zwischen dem Altstadtkastell und Miltenberg-Ost:
Coh(ortis) I Seq(uanorum) et Rau(racorum)

cur(am) ag(ente) Cl(audio) Iusti-

no | (centurione) leg(ionis) XXII Pr(imigeniae) et p(raeposito) nn(umerorum)
Übersetzung: „Der 1. Kohorte der Sequaner und Rauraker unter der Oberaufsicht des Claudius Iustinus, Zenturio der 22. Legion „Primigenia“ und Kommandeur der Numeri.“
Der Legionszenturio Claudius Iustinus wird hier als gleichzeitiger Kommandeur der im Altstadtkastell stationierten Cohors I Sequanorum et Rauracorum und des Numerus genannt. Einer der Stempel stammt aus einem Nebengebäude bei Wp 7/6. Der Vordere Limes mit seinen Türmen wurde um 159/160 n. Chr. besetzt. Wann das Nebengebäude entstand, ist zwar unbekannt, aber das Bad des Altstadtkastells, in dem der zweite Stempel entdeckt wurde, entstand sicherlich in etwa mit den Kastellen und dem Vorderen Limes. Sollten die Stempel nicht während einer späteren Reparaturphase an ihre Fundorte gelangt sein, könnten sie Claudius Iustinus als einen Kommandeur der ersten Stunde in dieser Region bezeugen.
Von einem unbekannten hohen römischen Ritter blieben in Falerii, dem heutigen Civita Castellana in Latium, Reste einer Ehreninschrift mit seiner militärischen Laufbahn erhalten. Auch er befehligte in Miltenberg den Numerus Exploratorum Seiopensium:
…]CVM PRA[…]

[…]ianor(um) praeposit[o sagittar]-

i(i)s Orrhoenis praepos[ito]

[e]xplorationis Seiopensis [et]

numeri Aurelianensis

praeposito numeri Bri-

tonum praeposito ann[o]-

nae expeditionis [Ger]-

manicae […
Übersetzung: „…ianor(um), Kommandeur der Bogenschützen aus Osrhoene, Kommandeur der Kundschafter aus Seiopa und des Numerus aus Aurelianus, Kommandeur des Numerus der Briten, Kommandeur der Proviantkolonnen im Germanenfeldzug …“

### Grenzschutzkommandeure der Cohors I Sequanorum et Rauracorum und des Numerus Exploratorum Seiopensium
Nachweislich in Miltenberg stationierte Truppenführer
| Name                       | Rang                                                            | Zeitstellung        | Bemerkung |
| -------------------------- | --------------------------------------------------------------- | ------------------- | --- |
| Claudius Iustinus          | Centurio legionis der Legio XXII Primigenia, Praepositus numeri | um 159/160 n. Chr.? | Wurde durch mindestens zwei Ziegelstempel bekannt. Einer stammte aus dem Bad des Altstadtkastells, ein zweiter aus einem Nebengebäude des Wp 7/6. |
| Titus Valerius Caratinus   | Centurio                                                        | ca. 159/160–250     | gab dem Genius des Numerus Seiopensium ein Gelübte |
| Sextilius P(…)             | Centurio legionis der Legio XXII Primigenia                     | 186, 190 oder 192   | weihte eine Inschrift mit der Cohors I Sequanorum et Rauracorum für Commodus |
| Mansuetinius Se(…)         | Centurio cohortis                                               | 191                 | im Jahr 191 weihte er auf dem Greinberg dem Mercurius Cimbrianus eine Statuette |
| Caius Valerius Titus       | Centurio legionis                                               | 193–211             | aus der Tribus Quirina, einem Gebiet um Reate, dem heutigen italienischen Rieti in Latium stammend, war er als Cornicularius consularis vormaliger Ordonnanzoffizier eines Oberbefehlshabers. Vor seinem Einsatz in Miltenberg wird er zwischen 175 und 177 als Kommandeur in Öhringen genannt. |
| … (Name nicht mehr lesbar) | Centurio legionis, Praepositus numeri                           | 212                 | im Jahr 212 setzte er auf dem Greinberg dem Mercurius Cimbrianus einen Weihestein |
| Gaius Sempronius Martialis | Praefectus cohortis                                             | um 230–235          | war während der Statthalterschaft des Sextus Catius Clementinus Priscillianus in der Provinz Germania superior in Miltenberg stationiert; hinterließ dort drei erhaltene Weiheinschriften |
| … (Name nicht mehr lesbar) | Praepositus numeri                                              | ?                   | der Ritter ließ sich im Ruhestand in seinem Heimatland Italien nieder |

## Militaria
In einer Grube mit Brandschutt aus der Periode 1 fanden sich Teile eines Pferdegeschirrs und ein Schildbuckel.

## Vicus
Das ältere Kastellbad des Kastells wurde bisher nicht entdeckt. Nachgewiesen wurden jedoch Teilbereiche des Lagerdorfes (Vicus), das südlich des Kastells rund zwei Hektar Fläche einnahm und sich westlich der Garnison bis 250 Meter ausdehnte. Im Bereich des mit Streifenhäusern bestandenen Dorfes konnten Töpferöfen untersucht werden.

## Fundverbleib
Wichtige Funde aus dem Kastell Miltenberg-Ost und seinem Vicus können im Museum Stadt Miltenberg, im Museum Bürgstadt und im Caritas-Heim Maria Regina besichtigt werden.

## Limesverlauf zwischen dem Miltenberg-Ost und dem Kleinkastell Haselburg
| ORL     | Name/Ort                               | Beschreibung/Zustand |
| ------- | -------------------------------------- | --- |
| Kastell | Miltenberg-Ost                         | siehe oben |
| Wp 7/1  |                                        | Vermutet; nicht sichtbar |
| Wp 7/2  |                                        | Vermutet; nicht sichtbar |
| Wp 7/3  |                                        | Vermutet; nicht sichtbar |
| Wp 7/4  |                                        | Vermutet; nicht sichtbar |
| Wp 7/5  |                                        | Vermutet; nicht sichtbar |
| Wp 7/6  | An der Steigenklinge/Gänsewiese        | Bis 1911, als Wp 7/6 „An der Steigenklinge“ entdeckt wurde, war die Lage des Limes-Anschlusses an den Main strittig. Die damalige Entdeckung in der Flurabteilung „Gänsewiese“ kam rein zufällig aus dem Boden, als eine neue Wasserleitung nach Miltenberg errichtet wurde. Die Steinturmstelle befindet sich am oberen Ende eines Tales, rund 500 Meter nordwestlich davon in einem Bereich, an dem es schon ziemlich steil wird. Dort sind die Fundamente eines fast quadratischen, 4,75/4,82 × 4,82 Meter umfassenden Steinturms sichtbar erhalten geblieben. Das Bauwerk befindet sich auf einer geneigten Anhöhe über einer tiefen Wasserrinne. Neben dem Turm fanden die Ausgräber der RLK zwei Nebengebäude, wobei sich die Grundmauern des größeren, 7,25/7,75 × 8,12/8,45 Meter großen rechteckigen Gebäudes westlich des Turms befinden. Bei dem kleinen, 2,35/2,40 × 2,70 Meter umfassenden, nicht mehr sichtbaren Nebengebäude, wurde ein gestempelter Militärziegel geborgen, der, wie die ebenfalls zu Tage gekommene Keramik in gleicher Form auch am Kastell Miltenberg-Altstadt entdeckt wurde. Ein Ziegelstempel mit der gleichen Inschrift kam in Bruchstücken im Militärbad des Altstadt-Kastells zum Vorschein, ging jedoch später verloren. Der hier abgebildete Ziegel stammt von der Cohors I Sequanorum et Rauracorum. Mit aufgelösten Abkürzungen lautet die Inschrift: Coh(ortis) I Seq(uanorum) et Rau(racorum) cur(am) ag(ente) Cl(audio) Iusti- no \|(centurione) leg(ionis) XXII Pr(imigeniae) et p(raeposito) nn(umerorum) Übersetzung: „(Stempel) der 1. Sequaner- und Raurakerkohorte, unter Führung von Claudius Justinus, Centurio der Legio XXII Primigenia und Kommandeur der Numeri.“ |
| Wp 7/7  |                                        | Vermutete Turmstelle. Am oberen Talausgang muss ein Turm gestanden haben. Hier knickt der heute nicht mehr sichtbare Limes ziemlich genau nach Süden zur Hochebene hin ab und lief schnurgerade auf Wp 7/13 zu, wobei er den östlichen Ortsrand von Wenschdorf unmittelbar streifte. Bei Wenschdorf stößt eine römische Straße auf den Limes, die ihren Anfang beim Kohortenkastell Miltenberg-Altstadt hatte. Die Trasse führt aus dem Maintal an der südwestlichen Flanke den Greinbergs hinauf und führt anschließend in einem Bogen auf Wenschdorf zu. Teile dieser Straße sind heute noch nachvollziehbar. |
| Wp 7/8  | Steigäcker                             | Unweit eines Wegekreuzes wurde auf freiem Feld Wp 7/8 auf den Steigäckern der Gemarkung Wenschdorf entdeckt. Der Blick ist dort bis ins Maintal frei. Der Turm stand leicht in Richtung der Schlucht gedreht, aus der die Grenzanlage des Limes heraufstieg. Conrady hat die Turmstelle 1883, nach Erkundigungen bei dem Grundstückseigentümer festgestellt. Im Jahr davor hatte der Eigentümer jedoch bereits zwei Wagenladungen voller behauener Mauersteine für eine Wegeschotterung von seinem Acker abgefahren. Die erste Freilegung der Baureste erfolgte 1899 durch Fabricius, als er während seiner Untersuchungen zur Limespalisade und den wissenschaftlichen Vermessungsarbeiten vor Ort war. Der Archäologe ließ den 18,20 Meter vor dem Turm gelegenen Palisadengraben durch 15 Schnitte auf einer Länge von 132 Metern nachverfolgen. Die gut erhaltenen Fundamente des quadratischen Turms, der etwa 4,80 × 4,80 Meter groß war, bestanden aus zumeist schräg gestellten Steinen. Die Südostecke des Turms wurde nach ihrer Einmessung durch Fabricius entfernt, um eventuelle Pfostengruben eines hölzernen Vorgängerbaus feststellen zu können, jedoch wurden außer dem gewachsenen Boden nichts entdeckt. |
| Wp 7/9  |                                        | Vermutet; nicht sichtbar |
| Wp 7/10 |                                        | Vermutet; nicht sichtbar |
| Wp 7/11 | Heunschhecken-Nord/Hösch-/Hönschhecken | Ein Steinturm, der als flacher, langgestreckter Hügel südlich von Wenschdorf sichtbar blieb, den der Provinzialrömische Archäologe Wilhelm Schleiermacher (1904–1977) im Jahre 1961 lediglich an Ausbrüchen und im Wald umherliegenden Trümmern fixierte. Zur Zeit der Reichs-Limeskommission war „die Turmruine an den vielen herumliegenden behauenen Steinen leicht zu erkennen“ gewesen. Conrady nahm dort 1880 eine ausschnittsweise Schürfung vor. An der Nordwestecke des Turms hatte sich noch eine Lage vom aufgehenden Mauerwerk erhalten, die er mit 0,90 Metern einmaß. Im Fundament war die Westmauer von Wp 7/11 noch 5,10 Meter lang. Bei seinen Untersuchungen konnte Conrady im Bereich des eigentlichen Grenzwalls noch eine „ganz flache, etwa 4 m breite Bodenwelle“ wahrnehmen, was bereits im frühen 20. Jahrhundert durch den angewachsenen Waldbestand nicht mehr nachzuvollziehen war. Auch der Provinzialrömische Archäologe Dietwulf Baatz konnte zu Beginn der 1970er Jahre keine Reste des Limeswalls mehr feststellen. Im Jahr 1894 berichtete Conrady, dass beide Wachttürme in den Wenschdorfer Hönischhecken, also neben Wp 7/12 auch Wp 7/11 nach den Untersuchungen dem Steinraub anheimgefallen sind. Der bei Wp 7/11 von der Reichs-Limeskommission untersuchte Pfahlgraben barg große verkohlte Eichenholzreste, an denen noch die Jahresringe erkennbar waren. Reste der Grenzanlage blieben dort jedoch obertägig nicht erhalten. Zwischen Wp 7/11 und dem nachfolgenden Wp 7/12 beträgt der Abstand lediglich 320 Meter. |
| Wp 7/12 | Heunschhecken-Süd                      | Ein Steinturm, der als flacher Hügel sichtbar erhalten blieb. Schleiermacher sah hier 1961 im Wald lediglich Ausbrüche und umherliegende Trümmer. Reste der eigentlichen Grenzanlage blieben an diesem Platz obertägig nicht erhalten. Im Limeswerk wird berichtet, dass diese wohlerhaltene Turmruine nach dem Bekanntwerden ihrer Ausgrabung vom Grundeigentümer mutwillig zerstört wurde. Die Turmstelle hatte Conrady 1899 anhand von herumliegenden Mauersteinen und Mörtelbrocken erkannt. Nach der Ausgrabung maß er den quadratischen Bau mit jeweils 4,80 Metern Seitenlänge und 0,85 Meter starken Mauern ein. Das Fundament bestand aus schräg gestellten Steinen, darüber war das Aufgehende des Turms noch zwei bis drei Schichten hoch erhalten geblieben. Zu den nennenswerten Funden aus dem Turm gehören Keramikfragmente eines Faltenbechers sowie Bruchstücke einer Handmühle aus Lavagestein. Der bei Wp 7/12 von Fabricius 20 Schritte östlich der Turmstelle untersuchte und anschließend eingemessene Pfahlgraben barg ebenfalls große verkohlte Eichenholzstücke, an denen die Jahresringe erkennbar waren. |
| Wp 7/13 | Hagwald                                | Diese Wachtturmstelle befand sich an einem Platz mit weiter Fernsicht. Daher diente der Ort noch im 19. Jahrhundert als Vermessungspunkt. Lediglich in Richtung Norden konnte nur bis zur Turmstelle Wp 7/11 eingesehen werden. Die aus nördlicher Richtung kommenden Sperranlagen der römischen Reichsgrenze vollzogen bei Wp 7/13 in einer weit gezogenen Kurve einen Knick nach Südosten auf Walldürn zu und liefen nordöstlich des heutigen Amorbacher Ortsteils Reichartshausen am Waldrand entlang. Bei Wp 7/13 wurde auch der Palisadengraben sowie die Böschung des großen Grabens untersucht. Die von Conrady 1880 ergrabene Steinturmstelle war ein quadratischer Bau von 4,80 × 4,80 Metern, dessen Wände aus einem 0,90 Meter starken Mauerwerk bestanden. Im Turminneren fand sich ein fester Lettenboden. Der Ort ist als eindrucksvoller, von Gestrüpp bewachsener Schutthügel am nahen Waldrand erhalten geblieben. Schleiermacher konnte 1961 an dem im Wald gelegenen Bodendenkmal lediglich Ausbrüche und umherliegende Trümmer erkennen. Neben dem Steinturm erfasste Conrady nordwestlich, in einem Abstand von 9,50 Metern, ein Nebengebäude mit 8,25 Meter langen Seitenwänden. Die Steinlagen waren dort noch fünf bis sechs Schichten hoch im Mörtelverband erhalten geblieben. Die Mauerstärke des Aufgehenden betrug 0,70 Meter. Nach den Untersuchungen wurde die Turmstelle wieder verfüllt. Im Jahre 1897 versuchte der Klassische Archäologe Georg Loeschcke (1852–1915) an diesem Platz auch einen hölzernen Vorgängerbau zu finden, was jedoch vergeblich blieb. Mit einer neuen Fragestellung grub der Provinzialrömische Archäologe Ernst Fabricius (1857–1942) 1899 erneut an diesem Ort. Er untersuchte in einem Schnitt den Palisadengraben sowie den äußeren Rand des großen Grabens. Anschließend legte er nochmals zwei Ecken des Turmes frei, um alle bisherigen Forschungsergebnisse auf die naheliegenden Gemarkungsgrenzsteine einzumessen. |
| Wp 7/14 | Strüt                                  | Die genaue Lokalisierung dieser Steinturmstelle kann heute nicht mehr nachvollzogen werden. Der Eintrag in einer 1880 erschienenen topographischen badischen Karte beruhte auf Hinweisen von Conrady. Dieser hatte gehört, dass in der damaligen Waldabteilung Strüt vor längerer Zeit ein großer Steinhügel zu Wegebauzwecken abgefahren worden war. Die an der besagten Stelle vorgenommene Ausgrabung brachte noch Mauersteinbrocken sowie Keramikscherben ans Licht. Damit konnte Conrady den Standort von Wp 7/14 genau bestimmen. Er hinterließ jedoch mit Ausnahme des für eine exakte Verortung zu ungenauen Karteneintrags keine näheren Angaben der Fundstelle. |
| Wp 7/15 | Sauergras                              | Der heute niedrige Schutthügel des einstigen Steinturms blieb auf einer kleinen Bodenwelle erhalten und befindet sich heute östlich des Weges am Waldesrand. Seine Oberfläche zeigt Grabungsspuren. Conrady konnte an dieser Stelle ein quadratisches Mauergeviert von jeweils 4,70 Metern Seitenlänge feststellen. Die Stärke dieser noch zwischen drei und sechs Schichten hoch erhaltenen Grundmauern betrug 0,95 Meter. Im Inneren fand sich ein gestampfter Lettenboden auf dem römische Gefäßscherben, Holzkohle und Asche verteilt waren. Im Jahr 1897 versuchte Loeschcke auch hier vergeblich in einer der Ecken dieser Turmstelle eine Pfostengrube feststellen zu können, die auf einen möglichen hölzernen Vorgängerturm hinwies. Bei den Untersuchungen der Limespalisade an dieser Turmstelle konnte durch die Reichs-Limeskommission noch recht gut erhaltenes, halbverkohltes Holz beobachtet werden. |
| Wp 7/16 | Weiße Mauer                            | Bei Wp. 7/16 blieb ein flacher, länglicher Hügel erhalten. Zur Zeit Conradys war diese unscheinbare Erhebung, die den Namen Weiße Mauer trug, mit Bäumen bewachsen. Conrady, der diesen Platz in den 1880er Jahren erstmals untersuchte, fand einen hausartigen, rechteckigen Bau vor, dessen Länge der westliche und östliche Seite jeweils 8,30 Meter, die der Südseite 7,20 und die der Nordseite 7,30 Meter maß. Die Mauerstärke konnte Conrady mit 0,90 Metern angeben. An der Nordwestecke des Bauwerks kam damals dessen in verschiedenen Techniken gesetztes Fundament zu Tage, das an einer Stelle aus drei Schichten horizontal gelegter Steinbrocken bestand. Darüber konnte vom aufgehenden Mauerwerk ein vier Schichten hoher, vorspringender und oben abgeschrägter Sockel festgestellt werden, auf dem sich noch weitere drei Schichten sauber hergestellter Mauersteine erhalten hatten, die teils noch im Kalkmörtelverband saßen. An anderen Punkten bestand das Fundament aus zwei bis drei Schichten zumeist schräg gestellter Steine. Zur Feststellung etwa vorhandener Pfostengruben eines Holzturms wurden 1897 von Conrady erneut die vier Ecken des Baukörpers freigelegt, doch ließ sich nichts finden. Während dieser Ausgrabung wurde auch die Umgebung auf Turmspuren hin genauer untersucht, was jedoch ebenfalls erfolglos blieb. Im Inneren des Gebäudes konnten keinerlei Reste eines Estrichs wahrgenommen werden. Gefunden wurden hingegen Keramikscherben und zahlreiche glattköpfige Nägel. Das wohl isoliert am Limes errichtete Bauwerk, lediglich 209 Meter von der nächsten Turmstelle Wp 7/17 entfernt, erinnerte an Nebengebäude wie sie an einigen Türmen dieser Strecke vorkommen. Ein Turm befand sich hier offensichtlich nicht. |
| Wp 7/17 | Schwarze Sutte                         | Hier befand sich ein weiterer Steinturm. Der Wachtturm 7/17 befindet sich 209 Meter von Wp 7/16 entfernt. Die Turmstelle, von der ein deutlicher Schutthügel erhalten blieb, befindet sich dicht an der Grenze zwischen Bayern und Baden-Württemberg. Die Turmruine wurde 1879 und 1897 von Conrady und 1900 von Fabricius untersucht. Bei der Erstuntersuchung wurde eine quadratische Turmstelle mit 4,90 Metern im Außenmaß festgestellt. Das Mauerwerk war 0,90 Meter stark und stand über einem rund 0,35 Meter tiefen Fundament aus rauen Steinen. An der Nordseite stand das Aufgehende noch elf Schichten hoch im Kalkmörtelverband. Die fünfte bis siebte Schicht von der Geländeoberkante aus wies Opus spicatum auf. An der Südostecke war das Mauerwerk bereits bis auf den Grund zerstört. Der Boden im Turminneren bestand aus Stampflehm. In seiner zweiten Untersuchung suchte Conrady vergeblich nach Pfostengruben an den vier Turmecken. Auch an diesem Platz bemühte er sich, einen eventuell älteren Holzturm fassen zu können. Fabricius konnte in Abständen von 1,80 bis 3,60 Meter vom Turm einen noch 0,65 Meter tiefen Umfassungsgraben belegen. Dieser war mit hereingefallenem Schutt vom Wachtturm, aber auch mit Keramikscherben angefüllt. Den noch 0,85 Meter tiefen Palisadengraben wies der Archäologe mittels eines Suchschnitts 18,45 Meter vor dem Turm nach. Er verlief parallel vor dessen Nordostmauer. Im bereits bekannten Abstand vor der Palisade fand sich auch der große Graben, der offensichtlich sehr flach ausfiel. Die Turmstelle liegt an einem Punkt, an dem sich das Gelände beginnt, sich in Richtung des Limes stark zu senken. Möglicherweise wurde aus diesem Grund Wp 7/17 an dieser Stelle errichtet. |
| Wp 7/18 |                                        | Vermutet; nicht sichtbar, wohl überbaut, eine Erasmuskapelle befindet sich an dem mutmaßlichen Standort. |
| Wp 7/19 |                                        | Vermutet; nicht sichtbar, der Standort wird heute als Wiese genutzt. |
| Wp 7/20 | Wolfshecke                             | Der Steinturm wurde 1880 von Conrady entdeckt und teilweise ergraben. In den Jahren 1892 und 1897 kam er für weitere Untersuchungen erneut zu dieser Wachtturmstelle. Mit einer neuen Fragestellung zum Verlauf der Palisadenlinie folgte 1899 Fabricius. Außerdem ließ er den wieder zugeschütteten Turm für eine Aufnahme nochmals teilweise freilegen. Die verschiedenen Untersuchungen gaben eine klares Bild. Die äußeren Wandlängen des fast quadratischen Turmes wurden im Nordwesten mit 5,05 Metern, im Nordosten und Südosten mit 4,90 Metern und im Südwesten mit 4,80 Metern eingemessen und wurde aus sauber gearbeiteten Steinen in Kalkmörtel über einem gestickten Fundament erbaut. Bei seiner ersten Auffindung waren teilweise noch drei Schichten des Aufgehenden erhalten. Das Mauerwerk war an der Nordseite 0,85 Meter und an der Südseite 0,75 Meter stark. Im Inneren des Turms konnten keine Brandspuren nachgewiesen werden. Bei den Grabungen des Jahres 1897, die sich der Erforschung von hölzernen Vorgängerbebauungen gewidmet hatten, konnten auch an dieser Turmstelle keine Pfostengruben entdeckt werden. Von Platz des Turmes aus konnte das Land in der Antike weithin überblickt werden. Fabricius legte zur näheren Untersuchung des 18 Meter vor dem Turm gelegenen Palisadengrabens einen Schnitt an. Weitere zwei Schnitte folgten in einer Entfernung von 50 Metern und 195 Metern. Im ersten Schnitt am Turm konnten die bekannten verkohlten Pfahlstümpfe aus Eichenholz dokumentiert werden, während in den beiden anderen lediglich große Reste aus Eiche aus dem Boden kamen, an denen jedoch noch die Jahresringe ablesbar waren. Im Jahr 1924 war der im Ackerland gelegene und mit Gebüsch bewachsene Schutthügel des Turms noch zu sehen. Heute ist an dem Platz oberirdisch nichts mehr erhalten. Das Areal wird landwirtschaftlich als Wiese genutzt.                                                                             |
| Wp 7/21 | Hollerstock                            | Conrady hat die Lage des Turms aufgrund einer Steinkonzentration in einem sonst steinfreien Acker gemutmaßt, die ihm der damalige Grundeigentümer bezeichnet hatte. Über die genaue Lage der von Conrady bezeichneten Stelle bestand später Unklarheit. Heute ist hier nichts mehr sichtbar und unterliegt der landwirtschaftlichen Nutzung. |
| Wp 7/22 | Bachenflur                             | Für diesen Steinturm kam laut Überlegungen der Reichs-Limeskommission „eine Terrainwelle in Betracht, die der Limes in der Bachenflur überschneidet“. Im Jahr 1899 konnte an seinem Platz auf einem Acker noch eine kleine Ödung festgestellt werden, an der Steine lagen. Bereits 1924 war sie überpflügt, jedoch konnte Baatz 1970 noch eine kleine Erhöhung im Acker erkennen. Heute ist davon nichts mehr sichtbar und unterliegt der landwirtschaftlichen Nutzung. |
| ORL     | Walldürn-Reinhardsachsen               | → Hauptartikel : Kleinkastell Haselburg [ 74 ] |

## Denkmalschutz
Das Kastell Miltenberg-Altstadt ist unter der Inventarnummer D-6-6221-0052 „Kastell der römischen Kaiserzeit“ ein Bodendenkmal nach dem Bayerischen Denkmalschutzgesetz (BayDSchG). Nachforschungen und gezieltes Sammeln von Funden sind genehmigungspflichtig, Zufallsfunde an die Denkmalbehörden zu melden.